# Albína
Albína je ženské jméno latinského původu, které znamená bělavá. Českou variantou je Běla. Další formou jména je Alba.

## Známé nositelky jména
- Albína Benčíková, slovenská a československá politička
- Albína Dratvová, česká filozofka a docentka
- Albína Dvořáková-Mráčková, česká básnířka
- Albína Honzáková, středoškolská profesorka
- Albina Osipowichová, americká plavkyně
- Albína Pažoutová, česká a československá politička

## Datum jmenin
- Český kalendář: 16. prosince

## Statistické údaje
Následující tabulka uvádí četnost jména v ČR a pořadí mezi ženskými jmény ve srovnání dvou roků, pro které jsou dostupné údaje MV ČR – lze z ní tedy vysledovat trend v užívání tohoto jména:
| Rok       | Četnost    | Pořadí     |
| 1999      | 1444       | 200.       |
| 2002      | 1273       | 207.       |
| Porovnání | o 171 méně | o 7 hůře   |
| 2006      | 917        | 247.       |
| 2016      | 483        | 555.       |
| Porovnání | o 434 méně | o 308 hůře |

Změna procentního zastoupení tohoto jména mezi žijícími ženami v ČR (tj. procentní změna se započítáním celkového úbytku žen v ČR za sledované tři roky 1999-2002) je -11,2%, což svědčí o značném poklesu obliby tohoto jména.

## Jiné
Albína je také název databáze žen ve vědě do roku 1945.